# Carlos Mozer
Carlos Mozer (n. 19 septembrie 1960, Rio de Janeiro, Rio de Janeiro, Brazilia) este un fost fotbalist brazilian.
Între 1983 și 1994, Mozer a jucat 32 de meciuri pentru echipa națională a Braziliei. Mozer a jucat pentru naționala Braziliei la Campionatul Mondial din 1990.

## Statistici
| Brazilia | Brazilia | Brazilia |
| An       | Meciuri  | Goluri   |
| -------- | -------- | -------- |
| 1983     | 9        | 0        |
| 1984     | 3        | 0        |
| 1985     | 6        | 0        |
| 1986     | 5        | 0        |
| 1987     | 0        | 0        |
| 1988     | 0        | 0        |
| 1989     | 2        | 0        |
| 1990     | 4        | 0        |
| 1991     | 0        | 0        |
| 1992     | 1        | 0        |
| 1993     | 1        | 0        |
| 1994     | 1        | 0        |
| Total    | 32       | 0        |